# Comunità territoriale di Hrebinky
La Comunità territoriale di insediamento di Hrebinky (in ucraino Гребінківська селищна громада?) è una hromada ucraina, situata nel distretto di Bila Cerkva e nell'oblast' di Kiev. Il suo centro amministrativo è l'insediamento rurale di Hrebinky.
L'area della comunità è di 260,2 km², e la popolazione è di 13 565 abitanti (dato del 2020).

## Suddivisioni

### Insediamenti rurali
- Doslidnyc'ke
- Hrebinky

### Villaggi
- Ksaverivka
- Ksaverivka Druha
- Losjatyn
- Petrivka
- Pinčuky
- Salyvonky
- Sokolivka
- Stepanivka
- Trostyns'ka Novoselycja
- Vil'šans'ka Novoselycja